# Ceresara
Ceresara (Sareşére in dialetto alto mantovano) è un comune italiano di 2 465 abitanti della provincia di Mantova in Lombardia.
Il comune è situato nell'Alto Mantovano e precisamente sull'altopiano tra Mincio e Oglio.

## Origini del nome
Ceresara potrebbe derivare dal latino cerasus, ciliegia, ossia luogo dei ciliegeti. Altra ipotesi fa discendere il toponimo dall'esistenza di un importante tempio dedicato alla dea Cerere (Cereris ara).

## Storia

### Antichità
Ceresara vanta origini remote, come testimoniano importanti reperti archeologici dell'età del bronzo e del ferro riferibili a popolazioni celtiche stanziate lungo il corso dei fiume Osone.
Nel I secolo a.C. il territorio subì una radicale trasformazione grazie alla colonizzazione romana, organizzata in un sistema di fattorie, poi ripreso in età longobarda. L'esistenza di Ceresara in epoca romana è testimoniata dal ritrovamento di alcune vestigia di antichi monumenti, tra cui una lapide votiva a Mercurio.

### Medioevo
Durante il Medioevo Ceresara appartenne alla famiglia Canossa e vide sorgere i due principali monumenti del paese: la chiesa e la torre civica. Nel 1328 passò ai Gonzaga di Mantova.
Alla morte del marchese Gianfrancesco Gonzaga, Ceresara fu assegnata, insieme ad altre terre del mantovano, ad un suo figlio cadetto di nome Gianlucido (o Giovanni Lucido), che qui morì nel 1448 lasciando i suoi beni al fratello Ludovico III.

### Età Contemporanea
Durante la Seconda Guerra Mondiale si verificò a Ceresara in  "Corte Podinare" uno degli ultimissimi scontri della Campagna d'Italia. Nella notte tra il 28 e il 29 aprile un gruppo di circa 250 soldati, in prevalenza tedeschi di alcuni reparti di fanteria e della Flak a cui si erano uniti alcune decine di militi delle Brigate Nere si rifugiò nella corte rurale di Podinare, a due chilometri dal centro di Ceresara. Qui i Tedeschi approntarono una posizione difensiva con 4 cannoni anti-aerei e due pezzi anticarro. La posizione da loro preparata, presto scoperta, venne pesantemente bombardata da un reparto di artiglieria americana a partire dalle 3 del pomeriggio del 29 aprile, nel corso del quale la cascina fu centrata e distrutta. Il cannoneggiamento continuò fino a sera, quando i tedeschi abbandonarono la posizione. I soldati sopravvissuti al bombardamento vennero in larga parte catturati a Goito. Dopo lo scontro i corpi di tre soldati tedeschi - un fante e due soldati della Flak - furono rinvenuti presso la cascina distrutta.

### Simboli
Lo stemma e il gonfalone del comune di Ceresara sono stati concessi con decreto del presidente della Repubblica del 27 marzo 1992.
Il gonfalone è un drappo di bianco.

## Monumenti e luoghi d'interesse
Chiesa parrocchiale della Trinità

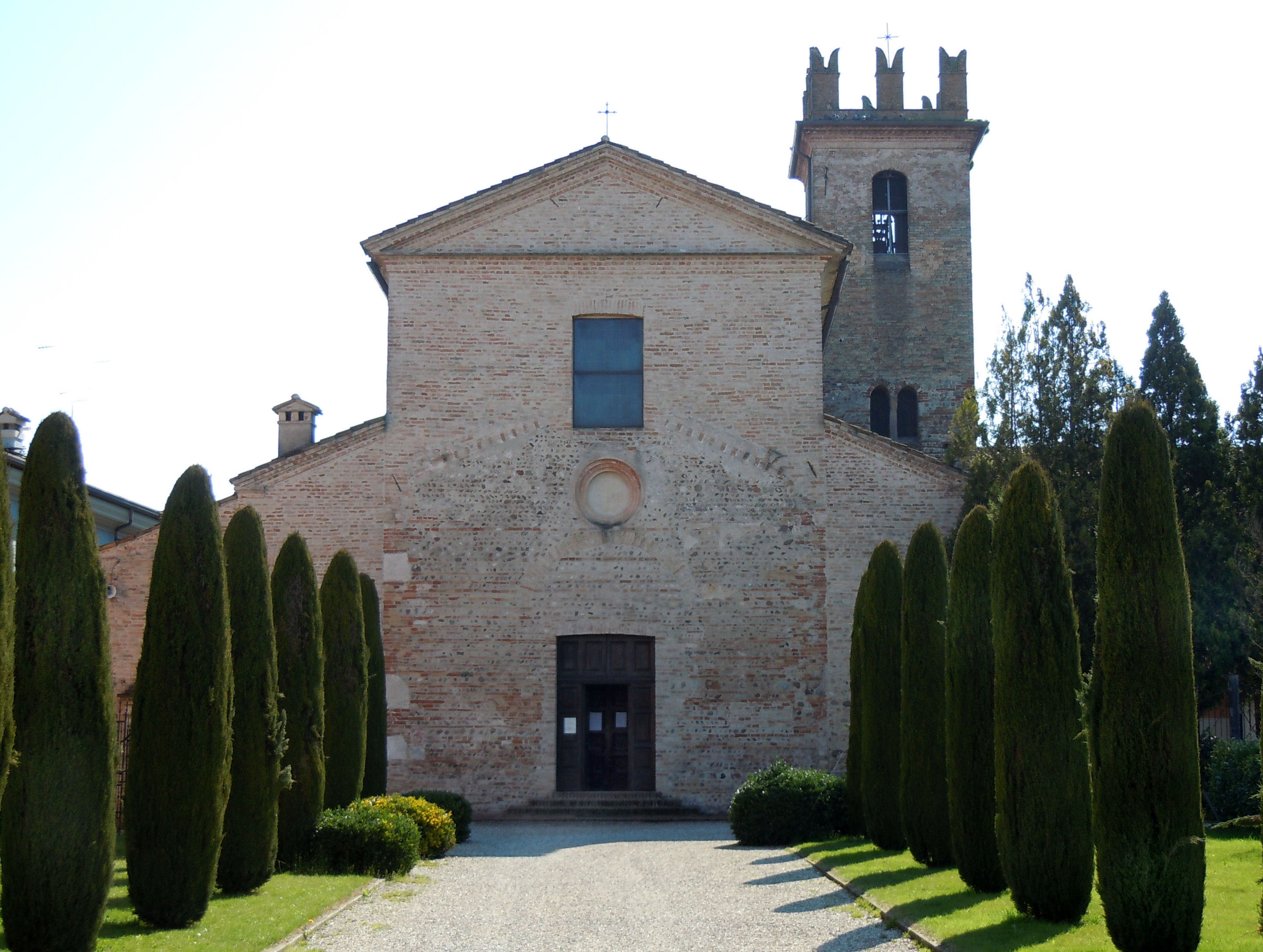
Chiesa SS. Trinità

La Parrocchiale, dedicata alla Santissima Trinità, pur non avendo caratteristiche architettoniche particolarmente rilevanti, è di origine antichissime e pare che sia stata edificata intorno all'anno 1000.
Anche il campanile fu edificato secondo i canoni del romanico, ma la parte più elevata, terminante con merlatura a coda di rondine, fu aggiunta successivamente in sostituzione di quella originale che era coperta da un caratteristico cono di mattoni.
L'interno, elegante ed ordinato, denuncia a chiare lettere la ricostruzione barocca avvenuta tra la fine del XVII secolo e l'inizio del XVIII secolo.

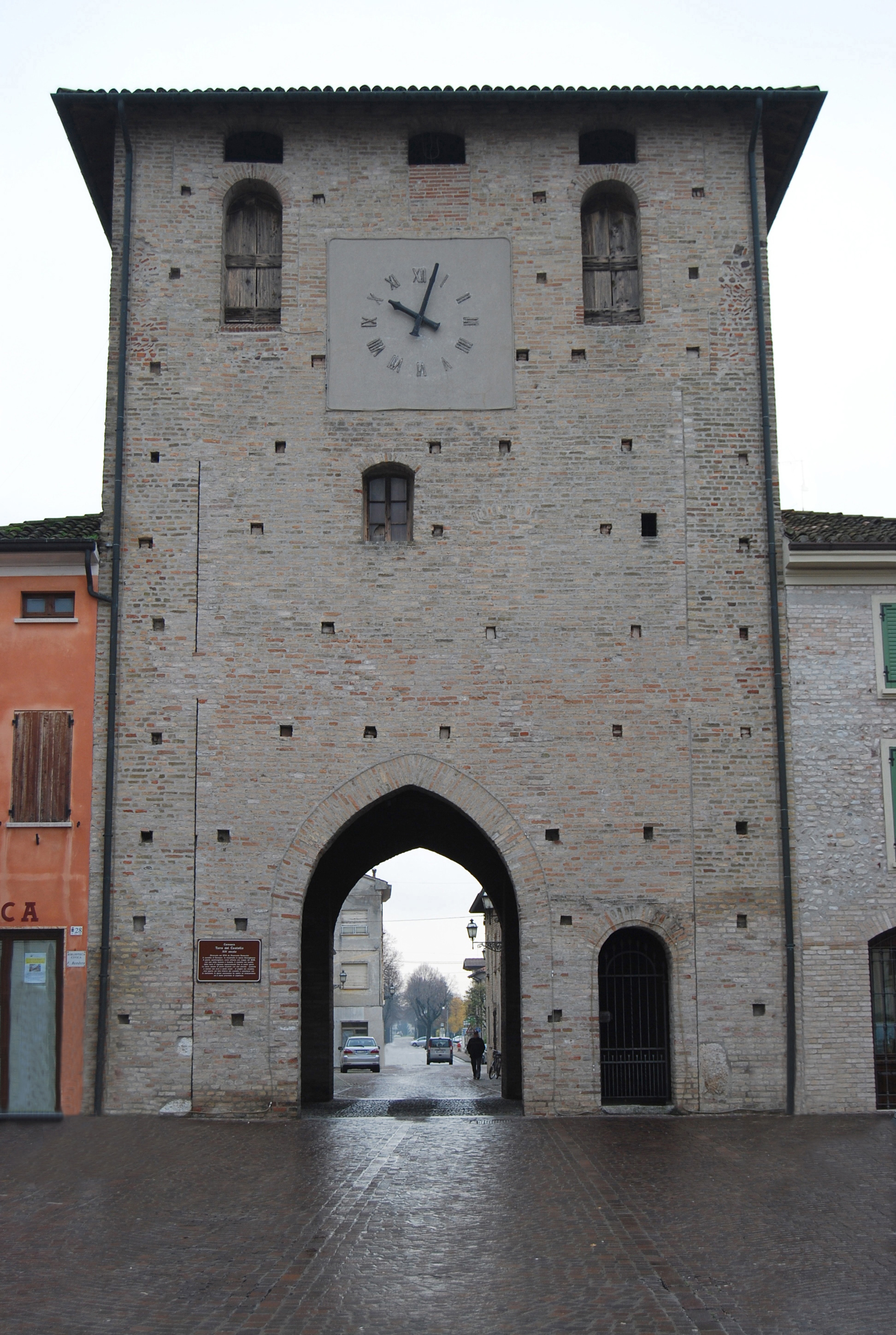
Torre civica
La torre civica, che anticamente immetteva nel castello gonzaghesco, sorto poco discosto da quello più antico (del quale rimane ricordo nel toponimo "Castelvetro") fatto distruggere nel 1274 da Pinamonte Bonacolsi, è il simbolo di Ceresara ed è fatta risalire al 1375 circa.
Alla morte del marchese Gianfrancesco Gonzaga, Ceresara fu assegnata, insieme ad altre terre del mantovano, ad un suo figlio cadetto di nome Gianlucido (o Giovanni Lucido) che qui morì nel 1448 lasciando i suoi beni al fratello Ludovico III.
Santuario della Beata Vergine della Possenta

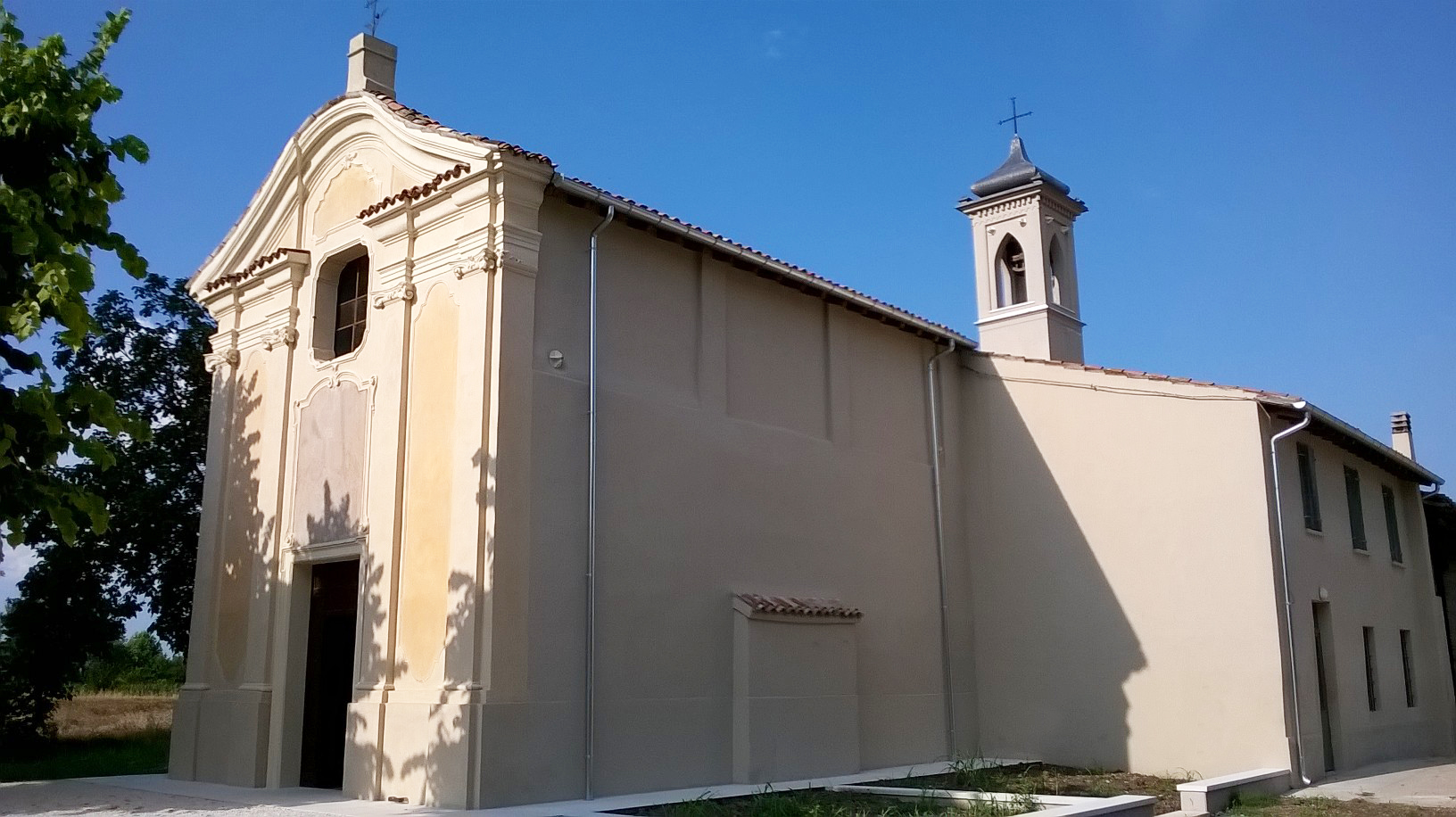
Santuario Beata Vergine della Possenta

Fuori dal centro abitato, in direzione Goito, s'incontra il piccolo Santuario della Beata Vergine della Possenta con corpi di fabbrica del XV secolo e del XVIII secolo. All'interno vi è conservata una statua raffigurante la Madonna col Bambino in terracotta del XV secolo, di autore ignoto.
Nei pressi del santuario un tempo si svolgeva una sagra nel giorno dell'Annunciazione (25 marzo), ora trasformata, a partire dagli anni cinquanta nella "Fiera della Possenta", che è la principale manifestazione ceresarese nell'arco dell'anno.
Corte San Lazzaro
Storica corte lombarda rinascimentale di San Martino Gusnago, frazione di Ceresara. Edificata nella prima metà del XVI secolo, si presenta come residenza agricola fortificata, protetta sul fianco sinistro da fossato di difesa. Il portale principale è stato realizzato in bugnato, tipico dell'architetto Giulio Romano. Apparteneva ad Aloisio Gonzaga, marchese di Castel Goffredo e capostipite dei “Gonzaga di Castel Goffredo”.

## Società

### Evoluzione demografica
Abitanti censiti

### Etnie e minoranze straniere
Gli stranieri residenti nel comune sono 196, ovvero il 7,54% della popolazione. Di seguito sono riportati i gruppi più consistenti:
1. India 87
2. Romania 39
3. Marocco 21
4. Ucraina 10

### Tradizioni e folclore
- Fiera della Possenta - ruota intorno al 25 marzo
- Festa de la saresa - primo e secondo weekend di giugno
- Fiera di Villa Cappella - ruota intorno al 7 ottobre
- Antica Fiera di San Martino - ruota intorno all'11 novembre
- Convivio a palazzo - primo weekend di settembre

## Cultura

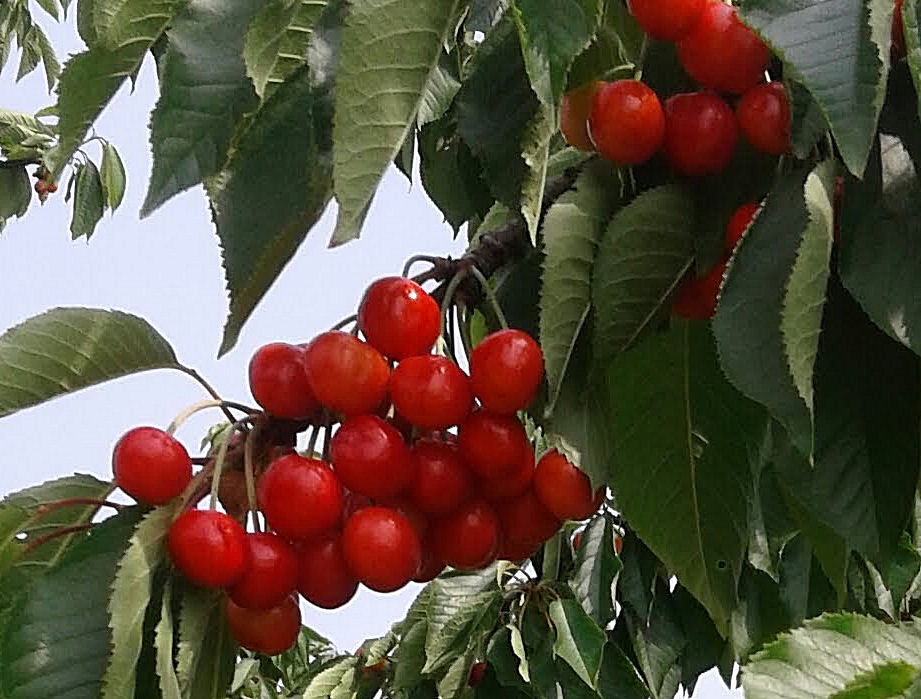
Ciliegie di Ceresara.

### Cucina
- Tortello della Possenta. Ha acquisito lo stato di "De.C.O." (Denominazione comunale d'origine).[13][14]
- Salame familiare ceresarese. Ha acquisito lo stato di "De.C.O."[14]
- Torta Dolceresa. Ha acquisito lo stato di "De.C.O."[14]
- Ciliegia di Ceresara. Ha acquisito lo stato di "De.C.O."[14]

### Eventi
Fiera della Possenta
Prende il nome dal piccolo santuario ceresarese edificato nel XV secolo ai confini con il territorio di Goito. Le origini della manifestazione, intesa come appuntamento fieristico del Comune di Ceresara, sono ben più lontane. Il primo documento “sull’istituzione di una fiera in Ceresara, sotto il titolo della "Madonna della Possenta”, risale infatti al 21 luglio 1870: lo attesta un decreto conservato nell’Archivio di Stato di Mantova, che certifica anche la relativa autorizzazione allo svolgersi dell’evento. La mancanza di altre testimonianze riguardo a quell’iniziativa non consente di sapere se e come ebbe luogo. Quel che è certo è che il 16 marzo 1905, un atto siglato dal prefetto di Mantova, istituiva su deliberazione del consiglio comunale di Ceresara adottata il 16 ottobre 1904, “una fiera di bestiami e merci, da tenersi nei giorni 25-26-27 d’ogni anno del mese di marzo, in occasione della festa detta della Madonna della Possenta”. Anche in questo caso non è noto quale esito ebbe la manifestazione, poiché non vi è memoria di quella edizione della fiera né di altre immediatamente successive. Per la vera e definitiva istituzione della Fiera della Possenta, sempre legata alla ricorrenza del 25 marzo, giorno dell’Annunciazione, si dovette attendere il 1949, quando su proposta del sindaco Eros Pasini, la manifestazione prese forma e regolarità, rinnovandosi, da allora a oggi, ogni primavera. La Fiera della Possenta si svolge su cinque giornate quale appuntamento fisso durante l'ultima settimana di marzo (attorno al 25 marzo) ed è oggi appuntamento per tutto il territorio all'insegna dell'agricoltura con convegni a tema ed esposizione di mezzi agricoli, all'insegna della cultura e della tradizione popolare. È divenuta dal 2014 appuntamento fisso per la festa provinciale dei prodotti di Denominazione Comunale (De.Co.) della provincia di Mantova oltre che essere un momento di intrattenimento musicale, di cabaret e di folklore.
Festa de la Saresa.
La particolare importanza sul territorio comunale della coltivazione del frutto della ciliegia, ha suggerito all’Associazione Culturale “Compagnia delle Torri” l’idea di promuovere questa tipicità ceresarese, i produttori, le specialità locali e il “Tortello della Possenta” attraverso l’organizzazione della Festa della Saresa che si svolge nel centro storico di Ceresara nel mese di giugno di ogni anno, dove il visitatore, oltre poter acquistare direttamente dai produttori locali le ciliegie prodotte sul territorio, ha la possibilità di cenare lungo la suggestiva Via Roma - la principale strada del vecchio borgo - all’ombra della Torre gonzaghesca, simbolo del paese. La manifestazione prevede numerosi appuntamenti enogastronomici e spettacoli di musica e danza e convegni a tema.
Convivio a Palazzo.
Il 15 giugno 1491, due tra i più illustri principi d’Italia, Francesco Gonzaga, marchese di Mantova ed Ercole d’Este, duca di Ferrara e suocero del marchese Francesco, furono gli ospiti d’onore di un pranzo che si tenne a San Martino Gusnago, nella dimora di proprietà del condottiero Francesco Secco. Quell'iniziativa conviviale, promossa espressamente dal marchese di Mantova, nasceva in verità come occasione di riconciliazione tra il Gonzaga e il Secco, le due maggiori autorità del Mantovano, che da alcuni mesi erano in continuo e aperto contrasto. Il banchetto fu annunciato con paio di giorni di anticipo e si può immaginare sia stato adeguatamente preparato per essere degno di convitati tanto eminenti. Ispirata da quel “desinare”, la Compagnia delle Torri, con il patrocinio del comune di Ceresara, il primo fine settimana di settembre ricorda quella suggestiva pagina di storia, in bilico tra Medioevo e Rinascimento, attraverso una rievocazione, allestita nello stesso edificio che ospitò lo storico incontro, il Palazzo Secco-Pastore. Il Convivio rappresenta un'esperienza unica ed indimenticabile: la visita alle sale del Palazzo e l'incontro con alcuni degli illustri personaggi che nel corso dei secoli si sono avvicendati nella proprietà dell'antica dimora; l'esibizione di valorosi guerrieri e di incantevoli danzatrici. Poi la cena, un capolavoro di arte culinaria con pietanze che sono frutto di un lungo e attento studio per proporre piatti ispirati a ricette e ingredienti in uso nel 1491. Infine la "Moresca", uno spettacolo bellissimo e coinvolgente.

## Geografia antropica

### Frazioni
Il comune di Ceresara comprende oltre al capoluogo due frazioni: san Martino Gusnago e Villa Cappella.

#### San Martino Gusnago
Terra di insediamento celtico come rivela il toponimo originale Gusnago, successivamente il luogo fu romanizzato e centuriato; in epoca longobarda venne eretta una chiesa dedicata a San Martino, che detiene il primato della più antica attestazione scritta della attuale diocesi mantovana, essendo attestata la sua esistenza già dal 765 (Codice diplomatico longobardo).
- La chiesa parrocchiale attuale ricostruita agli inizi del Settecento su disegno del ticinese Borsotto, è il più grande edificio di culto del Comune; conserva parte dell'abside quattrocentesca e parte del coevo campanile.
- Il palazzo Secco-Pastore è un edificio composito che comprende: un nucleo centrale gonzaghesco (XV secolo), che fu la dimora del condottiero Francesco Secco e della moglie Caterina Gonzaga, figlia del marchese di Mantova Ludovico; due ali ottocentesche che furono aggiunte dalla famiglia Pastore.
- La torre di Corte nuova fu costruita nel 1576 da Ferrante Gonzaga, marchese di Castiglione delle Stiviere e padre del gesuita Luigi poi canonizzato. L'edificio costituiva il presidio fortificato della rurale Corte nuova, insediamento produttivo da cui il nobile proprietario traeva una quota importante delle sue risorse economiche.

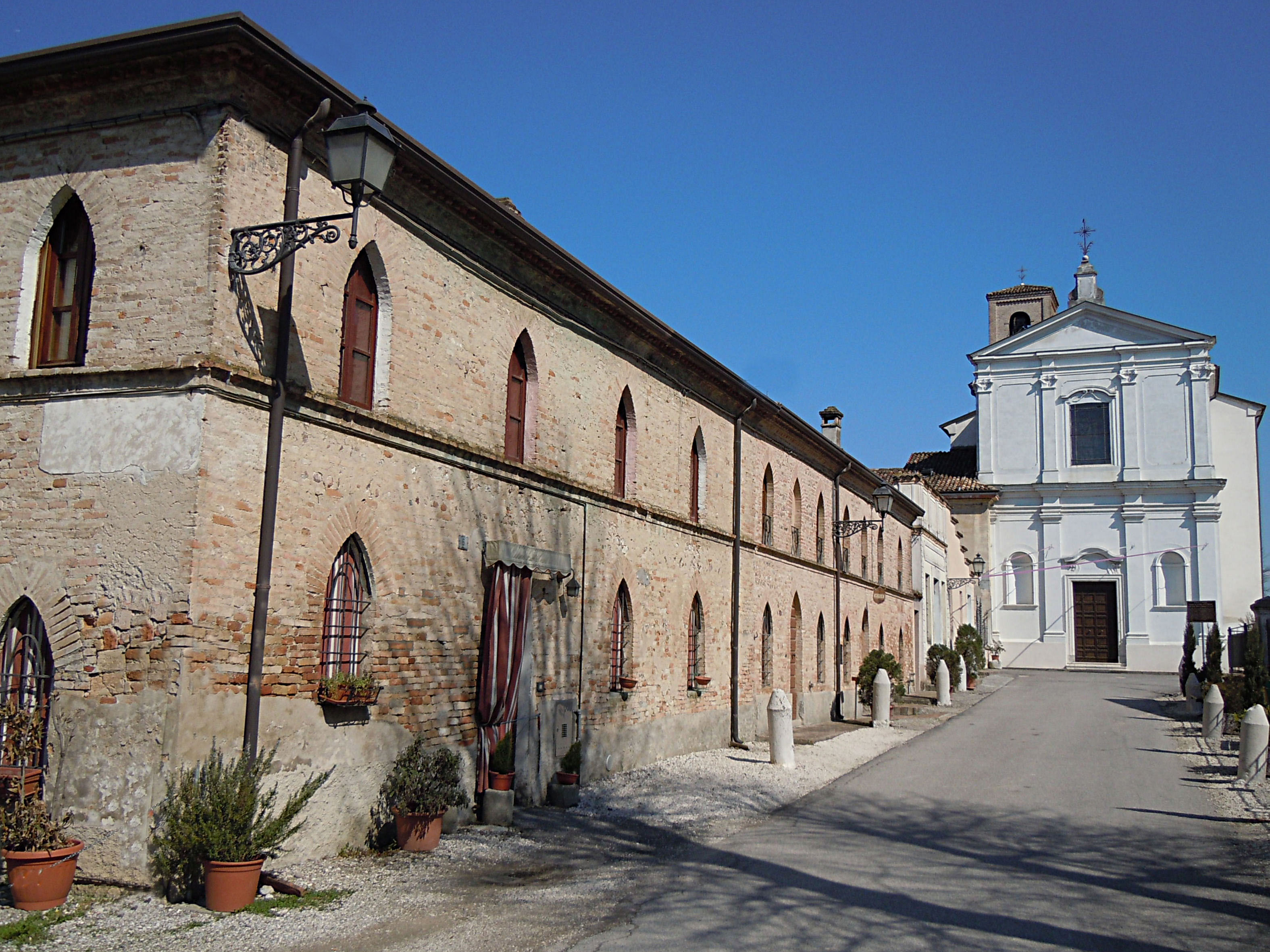
San Martino Gusnago

#### Villa Cappella
- A Villa Cappella[17] nel 1879 fu rinvenuta una vasta terramare (antico villaggio dell'Età del bronzo) e una parte di materiale raccolto fu donato al Museo Archeologico Nazionale Luigi Pigorini di Roma.
- La Chiesa Parrocchiale del luogo, di origini rinascimentali e rimaneggiata nel corso dei secoli, è dedicata alla Visitazione della B.V. Maria a Santa Elisabetta. Nel catino absidale (zona della semi cupola) si può ammirare un affresco di Alessandro Dal Prato realizzato nel 1939.
- Altro edificio rimarchevole di Villa Cappella è la Corte Basalgana, una corte rurale con torre a merlatura ghibellina e villa padronale.

## Amministrazione
L'amministrazione locale è stata retta dal sindaco Enzo Fozzato, fino al 29 aprile 2012. Fozzato è stato eletto sindaco per tre mandati, dal 1995. Nel 2005 viene eletto sindaco Gianni Grazioli. Dopo il secondo mandato Enzo Fozzato ha ricoperto la carica di assessore ripresentandosi per la terza volta in veste di candidato sindaco nel 2009 vincendo nuovamente. Alla morte di Fozzato è subentrata come sindaco Barbara Ruffoni. Da maggio 2013, Laura Marsiletti viene eletta nuovo sindaco di Ceresara. Dal 10 giugno 2018, in continuità con l'Amministrazione precedente, è stato eletto Sindaco Simone Parolini. Il 15 maggio 2023, in continuità con l'Amministrazione precedente, viene eletto Sindaco Francesco Guarneri. 

### Gemellaggi
Ceresara è gemellata con:
- Celleno, dal 2014. Dal 23 marzo 2014 il comune di Ceresara è gemellato con quello viterbese di Celleno; tra le due comunità, entrambe vocate alla coltivazione delle ciliegie,si è consolidato un forte legame grazie ad una serie di scambi culturali, visite reciproche ed iniziative condivise con le varie associazioni e le istituzioni scolastiche.[19]

## Sport
Palla tamburello
L'ASD Tamburello Ceresara, nata nel 1966,è la società sportiva ceresarese più longeva. Nel suo ricco palmares annovera, suddivisi nelle varie specialità(open o indoor) e nelle varie categorie,18 titoli nazionali,4 Coppa Italia e 2 Supercoppe. Nella stagione 2017 la prima squadra ha conquistato lo scudetto di serie B e la relativa promozione in serie A,dopo aver vinto la Coppa Italia superando in finale il Noarna e centrando lo storico triplete con il successo in Supercoppa ai danni dei trentini del Tuenno. In campo femminile, le ragazze hanno concluso al quinto posto la loro prima stagione in serie A mentre la formazione di serie B ha perso la finale per lo scudetto di categoria contro la compagine piemontese della Tigliolese e vinto la Coppa Italia, prendendosi la rivincita sulle stesse astigiane. Nella stagione 2018 è arrivato lo scudetto di serie B indoor femminile, con le ragazze ceresaresi che hanno superato in finale le alessandrine del Basaluzzo.Nella stagione 2019 è stata conquistata un'altra Coppa Italia di serie B femminile open, superando in finale la formazione del Sacca, in un derby tutto mantovano.La stagione 2020 è iniziata con la conquista dello scudetto nella categoria Juniores femminile Indoor, nelle finali disputate a Rovereto, ed è proseguita con gli scudetti di serie B Indoor sia in campo maschile che femminile. Nel 2021 le ragazze del Presidente Pezzini centrano lo scudetto di Serie B Open e relativa promozione nella massima serie, mentre la formazione maschile per il terzo anno consecutivo conquista la permanenza in serie A.
Calcio
L'ASD Calcio Ceresarese, fondata nel 1981, partecipa al campionato di 2ª categoria. Nella stagione 2016/17 ha raggiunto i playoff senza riuscire ad ottenere la promozione, traguardo centrato nella stagione successiva 2017/18 vincendo il proprio girone al termine di un lungo braccio di ferro culminato con il trionfo nello spareggio vinto per 3 a 0 contro la Cicognolese (CR). Nel campionato 2018/19 la matricola Ceresarese, grazie al quarto posto finale, raggiunge i play off provinciali vincendo la semifinale contro il Sermide e la finale contro la Real Samb. Nel turno regionale, pur perdendo di misura il doppio confronto con il Palazzo Pignano, la Ceresarese viene ripescata in prima categoria, ma la società opta per la rinuncia e disputerà ancora il campionato di 2ª categoria anche nella stagione 2019/20. Il settore giovanile, affiliato alla società Hellas Verona, partecipa con circa centoventi atleti ai vari campionati provinciali. Colori sociali rossoverde.
Ciclismo
Unione Ciclistica Ceresarese.
Atletica leggera
L'ASD Anspi La Vigna partecipa ai vari campionati organizzati dal C.S.I. e si è distinta per aver conseguito diversi titoli individuali e a squadre a livello provinciale e regionale. Lusinghieri anche i piazzamenti nelle partecipazioni alle fasi nazionali. Nel 2018 Giacomo Bianchi si è laureato campione regionale nella categoria Juniores sez. corse, mentre Michele Sarzi si è classificato al secondo posto nella categoria Allievi sez.concorsi.Nel 2019 gli atleti del sodalizio ceresarese hanno conquistato tre ori, tre argenti, due bronzi e un onorevole settimo posto a squadre,nei campionati italiani C.S.I. disputati a Pescara. Dopo lo stop forzato del 2020, ai campionati italiani C.S.I. 2021 disputati a Grosseto, i "Vignaioli" incrementano il bottino di medaglie, vincendo 9 ori, 7 argenti e 9 bronzi con un terzo posto finale nel medagliere.
Calcetto
AB Service Ceresara.
Karate
Ten-no Karate do Ceresara.